# مرصد معهد كاليفورنيا للتقنية دون المليمتري
مرصد معهد كاليفورنيا للتقنية الدون مليمتري (CSO) هو أحد المرافق الرائدة في العالم للبحوث الفلكية وتطوير أدوات قياس الأطوال الموجية دون المليمترية. يقع المقراب الراديوي البالغ قطرة 10.4 متر (34 قدما) في مرصد مونا كيا داخل قبة مدمجة على ارتفاع 4070 مترا بالقرب من قمة مونا كيا، هاواي. المقراب مختص بعلم الفلك دون المليمتري في نطاق أشعة تيراهيرتز. ومن المقرر أن يتم إيقاف تشغيل التليسكوب في المستقبل القريب كجزء من خطة إدارة شاملة لمرصد مونا كيا.
دمج مقراب معهد كاليفورنيا للتقنية الدون المليمتري مع مقراب جيمس كليرك ماكسويل المجاور لة، لتشكيل أول قياس تداخل دون مليمتري. وكان هذا النجاح مهما في الدفع قدما في بناء المصفوفة الدون مليمترية و مصفوف مرصد أتاكاما المليمتري الكبير.